# 元寿 (西汉)
元寿（前2年－前1年）是西汉时期汉哀帝刘欣的第三个年号，也是他的最后一个年号，共计2年。
元寿二年九月汉平帝即位沿用，次年改元元始。
陈直《汉书新证》说“元寿年号亦作元受。余在西安曾得‘都元受二年’瓦片。寿受二字同音，盖元寿制在当时亦可写作元受。”也就是寿受二字通假。

## 起始时间
辛德勇依据出土资料推测，改元时间应在建平五年十二月至闰十二月之间。

## 纪年
| 元寿 | 元年  | 二年  |
| ---- | ----- | ----- |
| 公元 | 前2年 | 前1年 |
| 干支 | 己未  | 庚申  |

## 参看
- 中國年號索引
- 其他时期使用的元寿年号

| 前一年號： 建平 | 西漢年號 元壽 | 下一年號： 元始 |